# Zębiełek zatokowy
Zębiełek zatokowy (Crocidura batesi) – gatunek ssaka z rodziny ryjówkowatych (Soricidae). Występuje w Kamerunie i Gabonie. Zamieszkuje lasy deszczowe. Pozycja taksonomiczna tego gatunku jest wciąż niejasna. Kariotyp (2n = 50, FN = 76) jest identyczny z Crocidura nigeriae. Często też klasyfikowany jako Crocidura wimmeri.